# RB Leipzig in het seizoen 2021/22
Het seizoen 2021/2022 was het 13e jaar in het bestaan van de Duitse voetbalclub RB Leipzig. De ploeg kwam uit in de Bundesliga en eindigde op een vierde plaats. In het toernooi om de DFB Pokal werd in de finale, na strafschaoppen, gewonnen van SC Freiburg. Na het behalen van de tweede plaats in het vorige seizoen nam de club deel aan de Champions League. De groepsfase werd afgesloten op de derde plaats wat betekende dat er na de winterstop werd meegedaan in de Europa League. Hierin werd in de halve finale over twee wedstrijden verloren van Rangers FC met 3–2.

## Wedstrijdstatistieken

### Bundesliga
|       | FC Augsburg | Hertha BSC | 1. FC Union Berlin | Arminia Bielefeld | VfL Bochum | Borussia Dortmund | Eintracht Frankfurt | SC Freiburg | Greuther Fürth | TSG 1899 Hoffenheim | 1. FC Köln | Bayer 04 Leverkusen | 1. FSV Mainz 05 | Borussia Mönchengladbach | FC Bayern München | VfB Stuttgart | VfL Wolfsburg |
| ----- | ----------- | ---------- | ------------------ | ----------------- | ---------- | ----------------- | ------------------- | ----------- | -------------- | ------------------- | ---------- | ------------------- | --------------- | ------------------------ | ----------------- | ------------- | ------------- |
| Thuis | 4 – 0       | 6 – 0      | 1 – 2              | 0 – 2             | 3 – 0      | 2 – 1             | 0 – 0               | 1 – 1       | 4 – 1          | 3 – 0               | 3 – 1      | 1 – 3               | 4 – 1           | 4 – 1                    | 1 – 4             | 4 – 0         | 2 – 0         |
| Uit   | 1 – 1       | 1 – 6      | 2 – 1              | 1 – 1             | 0 – 1      | 1 – 4             | 1 – 1               | 1 – 1       | 1 – 6          | 2 – 0               | 1 – 1      | 0 – 1               | 1 – 0           | 3 – 1                    | 3 – 2             | 0 – 2         | 1 – 0         |

### DFB Pokal
| 1e ronde                                | SV Sandhausen                              | 0 – 4 (0 – 2)                             | RB Leipzig                                                                       |
| Plaats: Sandhausen Hardtwaldstadion     |                                            |                                           | 19' Willi Orbán 45' Amadou Haidara 59' Christopher Nkunku 81' Dominik Szoboszlai |
| 2e ronde                                | SV Babelsberg 03                           | 0 – 1 (0 – 1)                             | RB Leipzig                                                                       |
| Plaats: Potsdam Karl-Liebknecht-Stadion |                                            |                                           | 45' Dominik Szoboszlai                                                           |
| Achtste finale                          | RB Leipzig                                 | 2 – 0 (1 – 0)                             | FC Hansa Rostock                                                                 |
| Plaats: Leipzig Red Bull Arena          | Yussuf Poulsen 6' Dani Olmo 82'            |                                           |                                                                                  |
| Kwartfinale                             | Hannover 96                                | 0 – 4 (0 – 2)                             | RB Leipzig                                                                       |
| Plaats: Hannover HDI-Arena              |                                            |                                           | 17', 22' Christopher Nkunku 67' Konrad Laimer 73' André Silva                    |
| Halve finale                            | RB Leipzig                                 | 2 – 1 (0 – 1)                             | 1. FC Union Berlin                                                               |
| Plaats: Leipzig Red Bull Arena          | André Silva 61' (pen.) Emil Forsberg 90+3' |                                           | 25' Sheraldo Becker                                                              |
| Finale                                  | SC Freiburg                                | 1 – 1 (1 – 1, 1 – 0) 2–4 na strafschoppen | RB Leipzig                                                                       |
| Plaats: Berlijn Olympiastadion          | Maximilian Eggestein 19'                   |                                           | 76' Christopher Nkunku                                                           |

### Champions League

#### Groepsfase
| Groepsfase                        | Manchester City FC | 6 – 3 (3 – 1) | RB Leipzig                                                                    |
| Plaats: Manchester Etihad Stadium | Nathan Aké 16' Nordi Mukiele 28' (e.d.) Riyad Mahrez 45+2' (pen.) Jack Grealish 56' João Cancelo 75' Gabriel Jesus 86' |               | 42', 51', 73' Christopher Nkunku                                              |
| Groepsfase                        | RB Leipzig | 1 – 2 (1 – 2) | Club Brugge                                                                   |
| Plaats: Leipzig Red Bull Arena    | Christopher Nkunku 5'                                                                                                  |               | 22' Hans Vanaken 41'Mats Rits                                                 |
| Groepsfase                        | Paris Saint-Germain | 3 – 2 (1 – 1) | RB Leipzig                                                                    |
| Plaats: Parijs Parc des Princes   | Kylian Mbappé 9' Lionel Messi 67', 74' (pen.)                                                                          |               | 28' André Silva 57'Nordi Mukiele                                              |
| Groepsfase                        | RB Leipzig | 2 – 2 (1 – 2) | Paris Saint-Germain                                                           |
| Plaats: Leipzig Red Bull Arena    | Christopher Nkunku 8' Dominik Szoboszlai 90+2' (pen.)                                                                  |               | 21', 39' Georginio Wijnaldum                                                  |
| Groepsfase                        | Club Brugge | 0 – 5 (0 – 4) | RB Leipzig                                                                    |
| Plaats: Brugge Jan Breydelstadion | |               | 12', 90+3' Christopher Nkunku 17' (pen.), 45+1' Emil Forsberg 26' André Silva |
| Groepsfase                        | RB Leipzig | 2 – 1 (1 – 0) | Manchester City FC                                                            |
| Plaats: Leipzig Red Bull Arena    | Dominik Szoboszlai 24' André Silva 71'                                                                                 |               | 76' Riyad Mahrez                                                              |

### Europa League

#### Tussenronde
| Tussenronde                          | RB Leipzig                                      | 2 – 2 (1 – 1) | Real Sociedad                                            | Opstelling RB Leipzig: |
| Plaats: Leipzig Red Bull Arena       | Christopher Nkunku 30' Emil Forsberg 81' (pen.) |               | 8' Robin Le Normand 64' (pen.) Mikel Oyarzabal           | Gulácsi, Simakan, Adams ( 46' Henrichs), Gvardiol, Klostermann, Laimer ( 63' Forsberg), Kampl ( 86' Haidara), Angeliño, Olmo ( 79' Poulsen), Nkunku ( 80' Szoboszlai), Silva |
| Tussenronde                          | Real Sociedad                                   | 1 – 3 (0 – 1) | RB Leipzig                                               | Opstelling RB Leipzig: |
| Plaats: San Sebastián Estadio Anoeta | Zubimendi 67'                                   |               | 39' Willi Orbán 59' André Silva 89' (pen.) Emil Forsberg | Gulácsi, Simakan, Orban, Gvardiol, Klostermann, Laimer ( 64' Haidara), Kampl ( 90' Adams), Henrichs ( 64' Angeliño), Olmo ( 79' Poulsen), Silva ( 64' Forsberg), Nkunku      |

#### Achtste finale
| Achtste finale                  | RB Leipzig     | w/o | Spartak Moskou |
| Plaats: Leipzig Red Bull Arena  |                |     |                |
| Achtste finale                  | Spartak Moskou | w/o | RB Leipzig     |
| Plaats: Moskou Otkrytieje Arena |                |     |                |

#### Kwartfinale
| Kwartfinale                                    | RB Leipzig                   | 1 – 1 (0 – 1) | Atalanta Bergamo                   | Opstelling RB Leipzig: |
| Plaats: Leipzig Red Bull Arena                 | Davide Zappacosta 58' (e.d.) |               | 17' Luis Muriel                    | Gulácsi, Klostermann, Orban, Gvardiol ( 73' Halstenberg), Henrichs ( 87' Mukiele), Laimer, Kampl, Angeliño, Olmo ( 73' Szoboszlai), Nkunku ( 87' Novoa), Silva ( 62' Forsberg) |
| Kwartfinale                                    | Atalanta Bergamo             | 0 – 2 (0 – 1) | RB Leipzig                         | Opstelling RB Leipzig: |
| Plaats: Bergamo Stadio Atleti Azzurri d'Italia |                              |               | 18', 87' (pen.) Christopher Nkunku | Gulácsi, Simakan, Orban, Gvardiol ( 79' Poulsen), Henrichs ( 73' Klostermann), Laimer ( 73' Adams), Kampl ( 79' Halstenberg), Angeliño, Olmo, Nkunku, Silva ( 63' Szoboszlai)  |

#### Halve finale
| Halve finale                   | RB Leipzig                                             | 1 – 0 (0 – 0) | Rangers Football Club  | Opstelling RB Leipzig: |
| Plaats: Leipzig Red Bull Arena | Angeliño 85'                                           |               |                        | Gulácsi, Klostermann, Gvardiol, Halstenberg, Henrichs ( 90' Mukiele), Laimer, Adams, Angeliño, Olmo ( 71' Forsberg), Szoboszlai ( 71' Silva), Nkunku ( 89' Poulsen) |
| Halve finale                   | Rangers Football Club                                  | 3 – 1 (2 – 0) | RB Leipzig             | Opstelling RB Leipzig: |
| Plaats: Glasgow Ibrox Stadium  | James Tavernier 19' Glen Kamara 24' John Lundstram 81' |               | 71' Christopher Nkunku | Gulácsi, Klostermann, Orban, Gvardiol, Henrichs, Kampl, Laimer, Angeliño ( 81' Halstenberg), Olmo ( 62' Szoboszlai), Nkunku, Poulsen ( 82' Silva)                   |

## Statistieken RB Leipzig 2021/2022

### Eindstand RB Leipzig in de Bundesliga 2021 / 2022
| Stand | Gespeeld | Gewonnen | Gelijk | Verloren | Punten | Doelpunten voor | Doelpunten tegen | Gele kaarten | Rode kaarten |
| ----- | -------- | -------- | ------ | -------- | ------ | --------------- | ---------------- | ------------ | ------------ |
| 4e    | 34       | 17       | 7      | 10       | 58     | 72              | 37               | 48           | 0            |

### Topscorers
| #      | Naam               | Goal |
| ------ | ------------------ | ---- |
| 1.     | Christopher Nkunku | 20   |
| 2.     | André Silva        | 11   |
| 3.     | Emil Forsberg      | 6    |
| 3.     | Yussuf Poulsen     | 6    |
| 3.     | Dominik Szoboszlai | 6    |
| 6.     | Konrad Laimer      | 4    |
| 7.     | Amadou Haidara     | 3    |
| 7.     | Benjamin Henrichs  | 3    |
| 7.     | Dani Olmo          | 3    |
| 10.    | Angeliño           | 2    |
| 10.    | Joško Gvardiol     | 2    |
| 10.    | Willi Orban        | 2    |
| 13.    | Marcel Halstenberg | 1    |
| 13.    | Nordi Mukiele      | 1    |
| 13.    | Hugo Novoa         | 1    |
| 13.    | Mohamed Simakan    | 1    |
| Totaal | Totaal             | 72   |

| #      | Naam               | Goal |
| ------ | ------------------ | ---- |
| 1.     | Christopher Nkunku | 4    |
| 2.     | André Silva        | 2    |
| 2.     | Dominik Szoboszlai | 2    |
| 4.     | Emil Forsberg      | 1    |
| 4.     | Amadou Haidara     | 1    |
| 4.     | Konrad Laimer      | 1    |
| 4.     | Dani Olmo          | 1    |
| 4.     | Willi Orban        | 1    |
| 4.     | Yussuf Poulsen     | 1    |
| Totaal | Totaal             | 14   |

| #      | Naam               | Goal |
| ------ | ------------------ | ---- |
| 1.     | Christopher Nkunku | 7    |
| 2.     | André Silva        | 3    |
| 3.     | Emil Forsberg      | 2    |
| 3.     | Dominik Szoboszlai | 2    |
| 5.     | Nordi Mukiele      | 1    |
| Totaal | Totaal             | 15   |

| #      | Naam               | Goal |
| ------ | ------------------ | ---- |
| 1.     | Christopher Nkunku | 4    |
| 2.     | Emil Forsberg      | 2    |
| 2.     | Willi Orban        | 2    |
| 4.     | Angeliño           | 1    |
| 4.     | André Silva        | 1    |
| Totaal | Totaal             | 10   |

### Kaarten
| #      | Naam               | Kreeg geel |
| ------ | ------------------ | ---------- |
| 1.     | Joško Gvardiol     | 7          |
| 2.     | Tyler Adams        | 5          |
| 2.     | Mohamed Simakan    | 5          |
| 4.     | Kevin Kampl        | 4          |
| 5.     | Angeliño           | 3          |
| 5.     | Benjamin Henrichs  | 3          |
| 5.     | Nordi Mukiele      | 3          |
| 8.     | Emil Forsberg      | 2          |
| 8.     | Amadou Haidara     | 2          |
| 8.     | Konrad Laimer      | 2          |
| 8.     | Christopher Nkunku | 2          |
| 8.     | Dani Olmo          | 2          |
| 8.     | Yussuf Poulsen     | 2          |
| 8.     | Dominik Szoboszlai | 2          |
| 15.    | Péter Gulácsi      | 1          |
| 15.    | Lukas Klostermann  | 1          |
| 15.    | Willi Orban        | 1          |
| 15.    | André Silva        | 1          |
| Totaal | Totaal             | 48         |

| #      | Naam        | Kreeg voor de tweede keer geel en dus rood |
| ------ | ----------- | ------------------------------------------ |
| –      | Geen speler | 0                                          |
| Totaal | Totaal      | 0                                          |

| #      | Naam        | Weggestuurd |
| ------ | ----------- | ----------- |
| –      | Geen speler | 0           |
| Totaal | Totaal      | 0           |